# Jan Ślęk
Jan Ślęk (ur. 23 listopada 1928 w Ostrzeszowie, zm. 25 kwietnia 2022 we Wrocławiu) – polski dyrygent i pedagog związany z Wrocławiem.
Od 1956 współpracował z Wrocławską Operą i Operetką. Był założycielem i dyrygentem „Sinfoniety Wrocławskiej” przy Filharmonii Wrocławskiej oraz Kameralnej Orkiestry Akademickiej przy Uniwersytecie Wrocławskim. 
Swoje zainteresowania twórcze skupiał na formie walca, zwłaszcza wiedeńskiego. Był założycielem i kierownikiem artystycznym odbywającego się od 1993 r. Międzynarodowego Festiwalu Muzyki Wiedeńskiej od Josepha Lannera do Roberta Stolza we Wrocławiu, popularyzującego muzykę wiedeńską. Jego program wypełnia muzyka taneczna, operetkowa oraz symfoniczna. Jako propagator kultury austriackiej w Polsce w roku 2009 otrzymał Austriacki Krzyż Honorowy Nauki i Sztuki I klasy za wybitne osiągnięcia w dziedzinie sztuki i nauki przyznawany przez prezydenta Republiki Austrii. W 2008 r. otrzymał także Nagrodę Wrocławia. W dniu 26 września 2013 uhonorowany tytułem „Honorowego Obywatela Miasta i Gminy Ostrzeszów” przyznanym przez Radę Miasta i Gminy Ostrzeszów, za szczególną formę współpracy z rodzinnym miastem i popularyzację swojej „Małej Ojczyzny”.
W 1974 zamieszkał we Wrocławiu na Grabiszynku. Pochowany na Cmentarzu Grabiszyńskim we Wrocławiu.

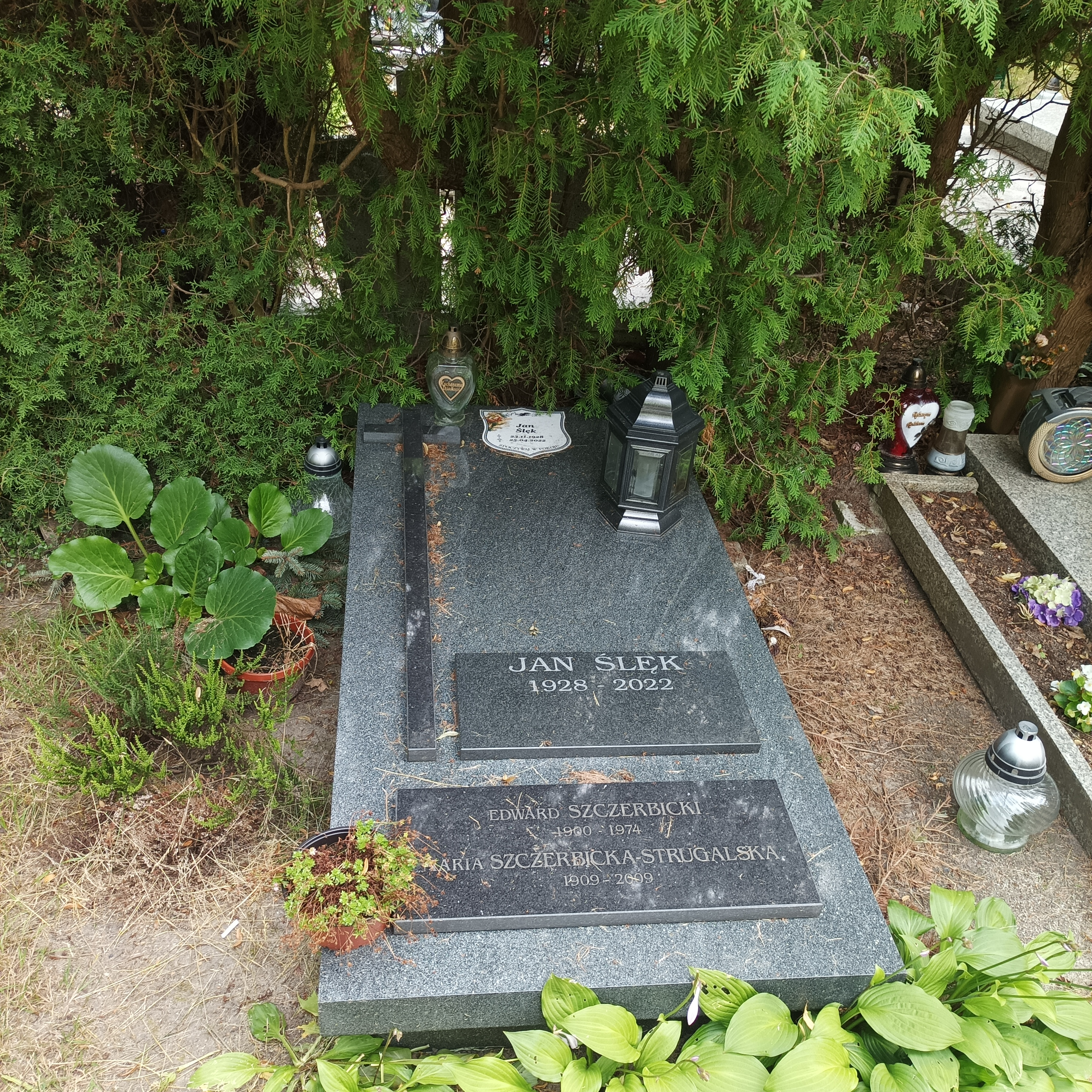
Grób Jana Ślęka na Cmentarzu Grabiszyńskim